# Coptocercus pubescens
Coptocercus pubescens là một loài bọ cánh cứng trong họ Cerambycidae.